# Lista över museer i Finnmark fylke

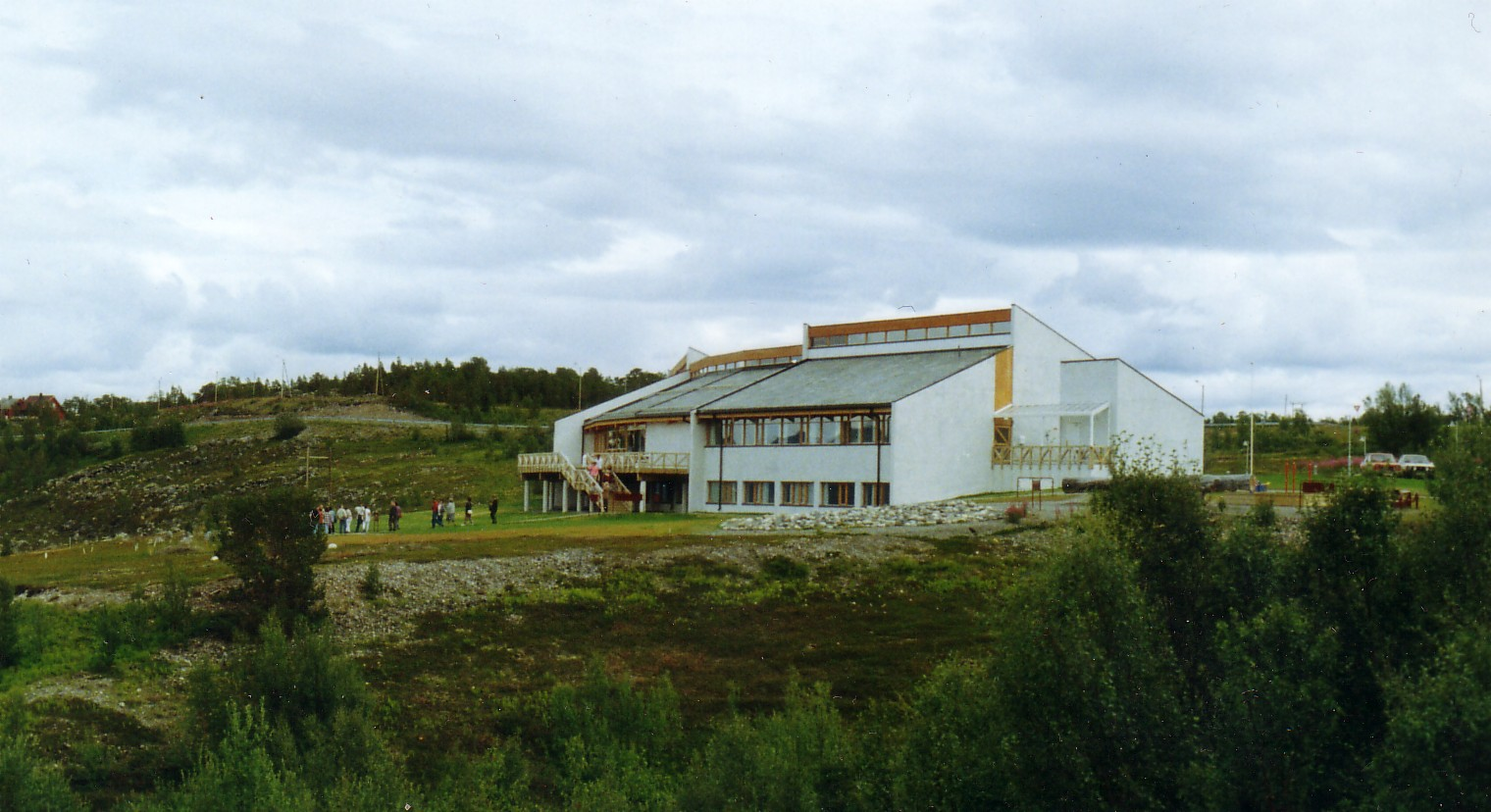
Alta museum

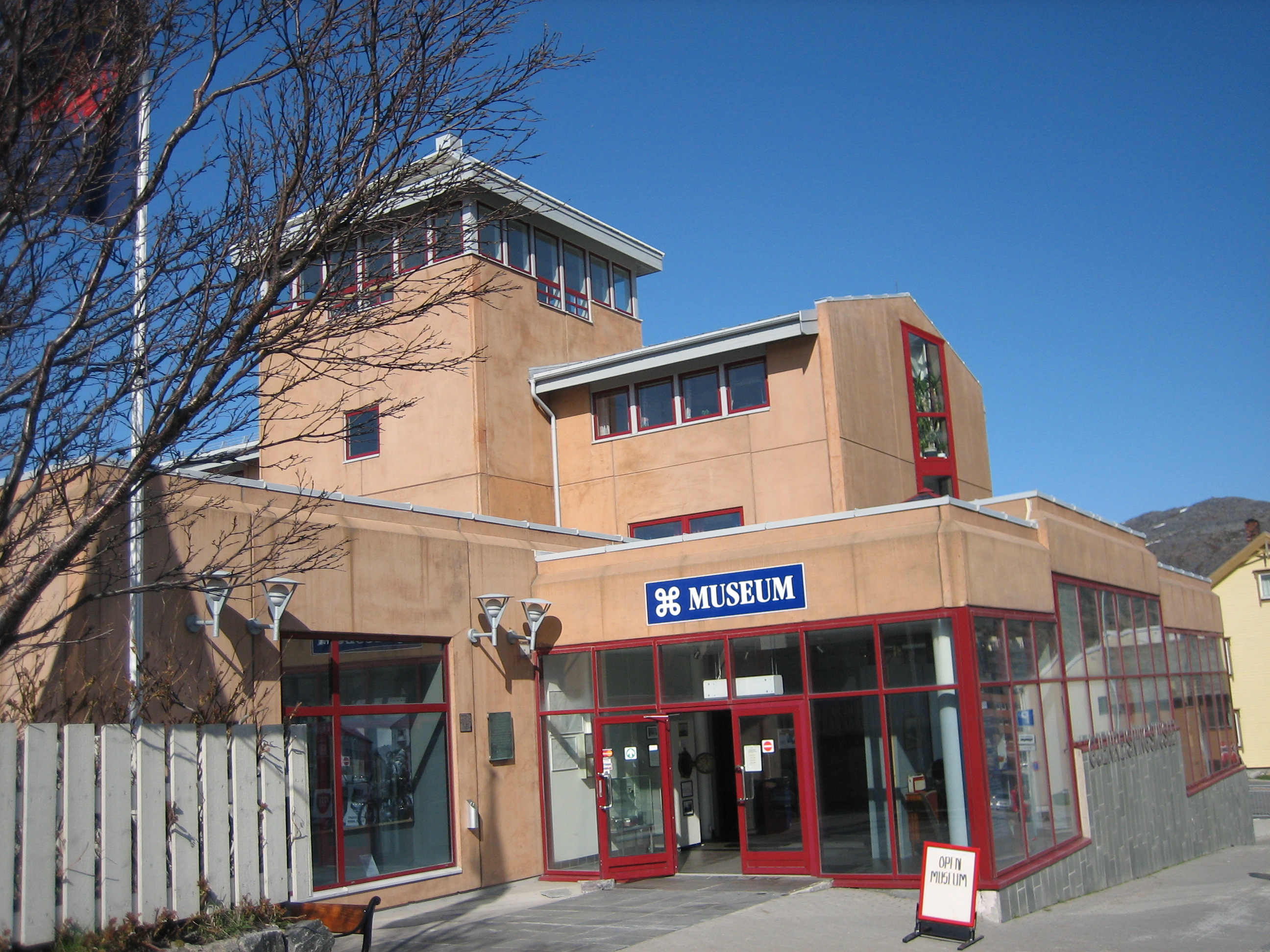
Gjenreisningsmuseet for Finnmark og Nord-Troms

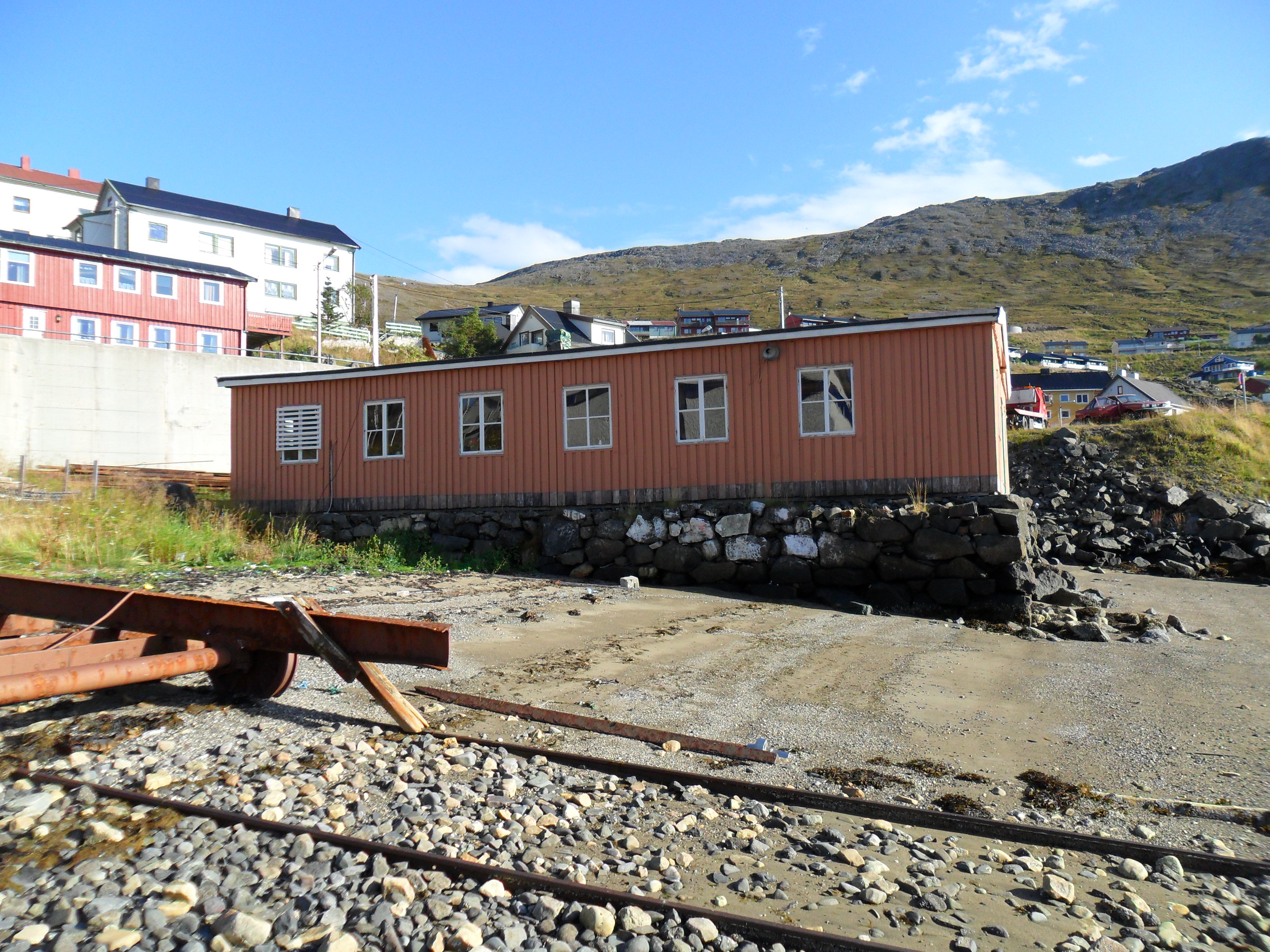
Bröderna Isaksens Patentslip i Honningsvåg

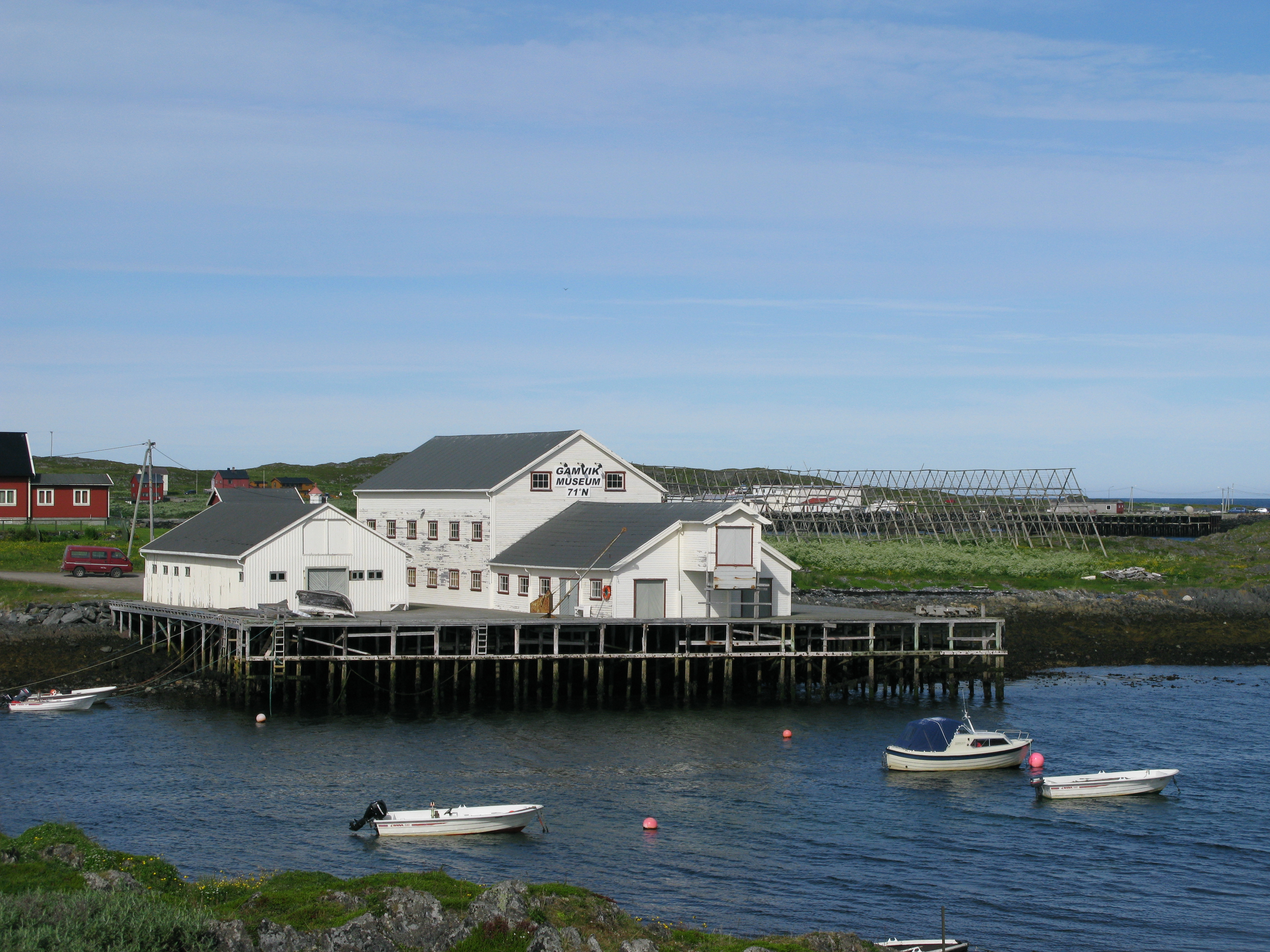
Gamvik museum

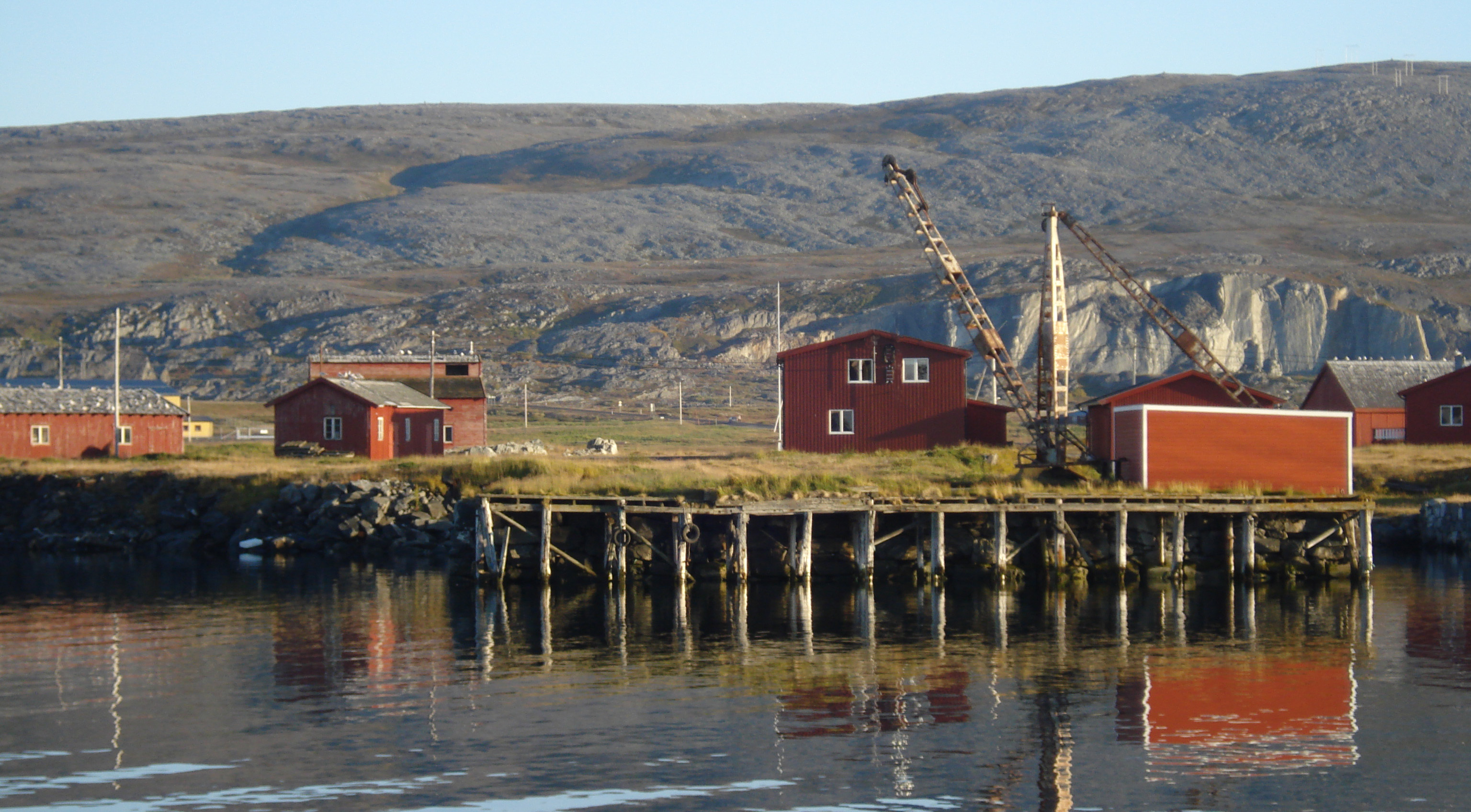
Berlevåg havnemuseum

Lista över museer i Finnmark fylke i Norge listar museer av olika slags museer i Finnmark fylke i Norge. Listan förtecknar samtliga museer, som har egna artiklar i någon språkversion av Wikipedia. Norska kulturrådets årliga museistatistik för 2012 angav att det i Finnmark fylke 2012 fanns tre interkommunala museienheter och tre stiftelseägda enheter.
Sedan mitten av 2000-talet har lokala museer i Finnmark, liksom museer i övriga delar av Norge, i stor utsträckning gått samman i regionala museiorganisationer som ett led i en museireform, som drivits av den norska staten. 

## Museer
- Alta museum i Alta, lokalhistoriskt och hällristningsmuseum

- Foldalbruket kystkultursenter, ett privat museum, som visar den tidigare fiskfabriken i Kjøllefjord i Lebesby kommun[4]

- Museene for kystkultur og gjenreisning i Finnmark, en interkommunal museiorganisation med flera ingående enskilda museer
  - Gjenreisningsmuseet for Finnmark og Nord-Troms i Hammerfest, ett lokalhistoriskt museum, som visar krigshändelserna 1940-45 i Finnmark och Nord-Troms, flyktingboendet och återuppbyggnaden av landsdelen.
  - Berlevåg havnemuseum, som ligger ett av Statens Havnevesen tidigare använd lagerhus, visar den nästan hundraåriga historien om utbyggnaden av Berlevågs hamn.
  - Nordkappmuseet i Honningsvåg, som visar kustens historia och utvecklingen av turism till Nordkap och Finnmark.
    - Brødrene Isaksens båtslip i Honningsvåg
    - Tirpitz-anlegget i Honningsvåg

  - Gamvik museum, som ligger i tidigare fiskanläggningen Brodtkorbbruket i fiskeläget Gamvik, visar redskap, husgeråd och annan utrustning som förekom i ett litet fiskeläge på Finnmarkskusten.
  - Måsøy museum i Havøysund, som visar redskap och tekniska hjälpmedel inom fiskenäringen under 1900-talet.
- RiddoDuottarMuseat, en stiftelse med flera ingående enskilda samiska museer 
  - Sámiid Vuorká-Dávvirat / De Samiske Samlinger i Karasjok
  - Guovdageainnu gilišillju / Kautokeino bygdetun i Kautokeino
  - Porsáŋggu musea / Porsankin museo / Porsanger museum i Porsanger
  - Jáhkovuona Mearrasámi musea / Kokelv sjøsamiske museum i Kvalsund kommun
- Tana og Varanger museumssiida, stiftelse med flera ingående enskilda samiska museer
  - Varanger samiske museum (Várjjat Sámi Musea) i Varangerbotn, som skildrar sjösamisk kultur och historia i Varanger 
  - Tana museum (Deanu Musea) i Polmak, ett museum som skildrar den flodsamiska kulturen i Tanadalen
  - Äʹvv skoltesamisk museum i Neiden, som skildrar den skoltsamiska kulturen
  - Saviomuseet i Kirkenes, ett konstnärsmuseum, som är ägnat är John Savios konstnärskap
- Varanger museum, en interkommunal museiorganisation med flera ingående muser 
  - Vadsø museum-Ruija kvenmuseum i Vadsø
  - Vardø museum i Vardø
    - Partisanmuseet i Kiberg i Kiberg

  - Sør-Varanger museum/Grenselandmuseet i Kirkenes
- Tirpitz museum i Kåfjord, ett privat militärhistoriskt museum om pansarskeppet Tirpitz